# Без изход (турнир)
Без изход е кеч pay-per-view турнир, продуциран от WWE, професионална кеч компания, намираща се в Кънектикът.
Събитието е създадено през 1998 като турнир Във вашия дом през февруари и през 2000 става ежегоден турнир за WWE. След разширяването на марките, събитието става турнир на Разбиване през 2004, продуцирано всеки февруари. През април 2007, след КечМания 23, турнирите на марките се прекратяват, правейки Без Изход 2007 последния турнир на Разбиване. След като турнира включва два мача в Елиминационна клетка през 2008, Без изход е заместен от Клетка за елиминация на следващата година. Името се завръща за турнир през юни 2012.

## История
Без изход е pay-per-view турнир, включващ главен мач и мачове преди него. Събитието започва на 15 февруари 198 като турнир Във вашия дом, наречен Без изход от Тексас тъй като се провежда в Хюстън, Тексас. През 1999, името Във вашия дом се прекъсва и много турнири Във вашия дом, като Без изход, Ответен удар и Денят на Страшния съд и други, стават ежегодни турнири.
През 2002, World Wrestling Federation получава съдебна заповед да сменят името си, сменяйки го на „WWE“. По-рано същата година, WWF провежда жребия, разделяща състава на две различни марки, Първична сила и Разбиване, и ECW през 2006. Преди жребия, мачовете включват кечисти от състава без ограничения; след жребия, мачовете включват кечисти само от съответната марка. Първия турнир Без изход, продуциран от WWE и с разделен състав е Без изход 2003, който се провежда на 23 февруари. По-късно, същата година, WWE обявяват че турнирите, с изключение на КечМания, Лятно тръшване, Сървайвър, и Кралски грохот, стават турнири на една маркал Без изход става турнир на Разбиване. След три години, продуциран като такъв турнир, Без изход 2007 е последния турнир Без изход (и последен като цяло), който е с разделен състав, след като WWE обявяват, че турнирите им ще включват и трите марки.
Десетия турнир Без изход през 2008 включва два мача в Елиминационна клетка, специален мач вид кеч мач, продуциран рядко от WWE. На следващата година Без изход отново включва да мач в Елиминационна клетка. Продължавайки новата концепция на Клетка за елиминация, проучване показващо възможна смяна на името на Без изход, се провежда през септември 2009. Гласувано от феновете чрез официалния сайт на WWE, Клетка за елиминация става новото име на турнира през февруари 2010, печелейки над Тежка артилерия, Бойна клетка, Клетка на конфликт и оригиналното име Бе изход. Въпреки анкетата, по-късно е обявено от WWE, че Клетка за елиминация няма да е част от хронологията на Без изход. Въпреки това, събитието продължава да бъде продуцирано в Германия като Без изход, заради опасения, че „elimination chamber“ ще върне спомена за газовите камери, използвани в лагери за екзекуция през Втората световна война. През 2012 WWE обявяват, че връщат Без изход. Провежда се на 17 юни 2012, в IZOD Center, Ийст Ръдърфорд, Ню Джърси. В германия, Без изход става известен като Без бягство.
До днес, всяко събитие се е провело в затворена арена, общо единайсет в Съединените щати и един, провел се в Канада. Пет се провеждат в западното крайбрежие, четири в източното крайбрежие, един в средния Запад, един на юг и един в Южна Канада.

## Дати и места
██ Турнир на Разбиване
| №  | Име                                | Дата        | Град                      | Място                 | Главен мач                                                                         |
| -- | ---------------------------------- | ----------- | ------------------------- | --------------------- | ---------------------------------------------------------------------------------- |
| 1  | Без изход от Тексас: Във вашия дом | 15 февруари | Хюстън, Тексас            | Compaq Center         | Отбор Остин срещу Отбор Трите Хикса                                                |
| 2  | Без изход (2000)                   | 27 февруари | Хартфорд, Кънектикът      | Hartford Civic Center | Трите Хикса срещу Кактус Джак1                                                     |
| 3  | Без изход (2001)                   | 25 февруари | Лас Вегас, Невада         | Thomas & Mack Center  | Кърт Енгъл срещу Скалата1                                                          |
| 4  | Без изход (2002)                   | 17 февруари | Милуоки, Уисконсин        | Bradley Center        | Крис Джерико срещу Остин2                                                          |
| 5  | Без изход (2003)                   | 23 февруари | Монреал, Квебек           | Bell Centre           | Скалата срещу Хълк Хоуган                                                          |
| 6  | Без изход (2004)                   | 15 февруари | Дейли Сити, Калифорния    | Cow Palace            | Брок Леснар срещу Еди Гереро3                                                      |
| 7  | Без изход (2005)                   | 20 февруари | Питсбърг, Пенсилвания     | Mellon Arena          | Джон „Брадшоу“ Лейфилд срещу Грамадата3                                            |
| 8  | Без изход (2006)                   | 19 февруари | Балтимор, Мериленд        | 1st Mariner Arena     | Енгъл срещу Гробаря4                                                               |
| 9  | Без изход (2007)                   | 18 февруари | Лос Анджелис, Калифорния  | Staples Center        | Джон Сина и Шон Майкълс срещу Батиста и Гробаря                                    |
| 10 | Без изход (2008)                   | 17 февруари | Лас Вегас, Невада         | Thomas & Mack Center  | Трите Хикса срещу Майкълс срещу Лейфилд срещу Умага срещу Джерико срещу Джеф Харди |
| 11 | Без изход (2009)                   | 15 февруари | Сиатъл, Вашингтон         | KeyArena              | Сина срещу Острието срещу Джерико срещу Рей Мистерио срещу Кейн срещу Майк Нокс4   |
| 12 | Без изход (2012)                   | 17 юни      | Ийст Ръдърфорд, Ню Джърси | Izod Center           | Сина срещу Грамадата                                                               |

Мач за:
1↑Титлата на WWF;
2↑Безспорната титла на WWE;
3↑Титлата на WWE;
4↑Световната титла в тежка категория